# 神经氨酸
神经氨酸（5-氨基-3,5-二脱氧-D-甘油-D-半乳壬酮糖酸）是一種九碳單醣（壬醣）的衍生物，為丙酮酸和甘露糖胺的醇醛缩合产物。在自然界中以酰基化形式存在而不以游离形式存在，他们被统称为唾液酸（N-乙酰神经氨酸）。主要是动物细胞膜上糖蛋白和神经节苷脂的糖链的重要组成部分。